# Эрскин, Роберт, 4-й лорд Эрскин
Роберт Эрскин (англ. Robert Erskine; погиб 9 сентября 1513 года при Флоддене, Нортумберленд, Королевство Англия) — шотландский аристократ, 4-й лорд Эрскин с 1508/09 года. Считается де-юре 16-м графом Маром. Единственный сын Александра Эрскина, 3-го лорда Эрскина, и его первой жены Кристиан Кричтон. После смерти отца унаследовал семейные владения и титул лорда Эрскина. Погиб в битве при Флоддене во время войны с Англией.
Эрскин был женат на Изабель Кэмпбелл, дочери сэра Джорджа Кэмпбелла и Агнес Кеннеди. В этом браке родились:
- Джон[4][5];
- Джон, 5-й лорд Эрскин[2];
- Кристиан, жена сэра Джона Колхауна[6][7];
- Маргарет, жена сэра Джеймса Холдейна[8][9];
- Мэри, жена Александра Канингема[10];
- Роберт[1][11];
- Элизабет, жена сэра Джеймса Форрестера[12].

В конце XIX века комитет британской Палаты лордов постановил, что Эрскины с 1404 года должны считаться носителями титула графа Мара; соответственно Роберт стал посмертно 16-м графом из этой семьи.